# PPF Banka
PPF banka a.s. je součástí mezinárodní investiční skupiny PPF. Držitelem 92,96 procenta akcií banky je PPF Group N.V., dalších 6,73 procenta drží hlavní město Praha.
Banka se zaměřuje především na poskytování finančních, investičních a poradenských služeb a privátnímu bankovnictví. Mezi její klienty patří zejména finanční instituce, střední a velké podniky s českým kapitálem a subjekty komunální sféry.
Generálním ředitelem banky je Ing. Petr Jirásko.
V 1. pololetí 2018 stoupl PPF bance čistý zisk meziročně o 15 procent na téměř 1,4 miliardy korun.

## Historie
V roce 1992 byla založena PPF banka pod obchodním jménem Royal banka CS, a.s. Majoritním akcionářem banky se v roce 1995 stalo Hlavní město Praha. Banka se poté přejmenovala na První městskou banku, a.s.
V roce 2002 došlo ke změně majoritního akcionáře banky a strategickým investorem se stala Česká pojišťovna a.s., která byla členem finanční skupiny PPF. Banka se o rok později plně integrovala do skupiny PPF a od roku 2004 působí pod novým jménem PPF banka a.s. 